# Paul Mouy
Pour les articles homonymes, voir Mouy (homonymie).
Paul Mouy (né à Lille le 13 août 1888, mort à Paris le 8 octobre 1946,) est un philosophe français.
Agrégé de philosophie (1919), il fut professeur au lycée d'Amiens (1927-1930), au lycée Jules-Ferry (1930-1936) puis au lycée Henri-IV (1936-…) à Paris, et enfin à la Sorbonne. Son domaine de réflexion était la philosophie des sciences. Il étudia avec soin l'idée de progrès et la naissance de l'esprit scientifique au Siècle des Lumières, et leur postérité. Analyste passionné des espoirs de la science, Mouy se rattache aux courants du scientisme.

## Historien du cartésianisme
Paul Mouy a consacré sa thèse de doctorat à la révolution cartésienne dans les sciences physiques. Il critiquait sévèrement Descartes, soulignant le manque, selon lui, d'une rigueur mathématique. Selon lui, la physique cartésienne développée dans les Principes de philosophie était une physique mathématique sans les mathématiques. Pour autant, Descartes ainsi que Kant restent des philosophes scientifiques, au-delà de la pensée religieuse chrétienne du temps.

## Auteur de manuels
Paul Mouy rédigea, dans les années 1930, un manuel répondant aux exigences élevées du programme de philosophie. Logique et philosophie des sciences de Paul Mouy, paru chez Hachette en 1934, présentait de façon succincte un éventail d’auteurs assez impressionnant. Citons dans l’ordre alphabétique en ne mentionnant que les noms les plus saillants : Ampère, Boltzmann, de Broglie, Cartan, Comte, Copernic, Coulomb, Cournot, Curie, Darwin, Descartes, Einstein, Euclide, Galilée, Gonseth, Huygens, Lamarck, Lavoisier, Linné, Lorentz, Newton, Pascal, Perrin, Poincaré, Schrödinger.
Grand lecteur des philosophes, Paul Mouy n'a guère fondé de concept nouveau; cependant, il a collaboré à la diffusion critique de philosophes et de penseurs scientifiques, dans le cadre de travaux épistémologiques durables.

## Traductions
- La Dissertation de 1770, par Emmanuel Kant, traduction Paul Mouy

### Sources
- Épistémologiques, philosophiques, anthropologiques, de Angèle Kremer, L'Harmattan, Paris, 2005
- L'Usage des exemples philosophiques dans l'enseignement de la philosophie, par Fabien Chareix, IUFM de l'île de la Réunion